# Raemon Sluiter
Raemon Sluiter (ur. 13 kwietnia 1978 w Rotterdamie) – holenderski tenisista, reprezentant w Pucharze Davisa.

## Kariera tenisowa
Występując jeszcze w gronie juniorów, Sluiter zwyciężył w French Open 1995 w konkurencji gry podwójnej chłopców, w parze Peterem Wesselsem. Również z Wesselsem osiągnął finał młodzieżowego US Open 1995.
Karierę zawodową rozpoczął w 1996 roku, a zakończył w 2009 roku. W grze pojedynczej wygrał dziesięć turniejów rangi ATP Challenger Tour. W zawodach z cyklu ATP World Tour awansował do czterech finałów.
W grze podwójnej Holender zwyciężył w pięciu imprezach ATP Challenger Tour. Doszedł także do dwóch finałów kategorii ATP World Tour.
W latach 2001−2007 reprezentował Holandię w Pucharze Davisa. W 2001 roku miał znaczący wkład w awans reprezentacji do półfinału rozgrywek, dzięki zwycięstwom nad Juanem Carlosem Ferrero (Hiszpania) w I rundzie i Davidem Prinosilem (Niemcy) w ćwierćfinale. Rundę o awans do finału Holandia przegrała z Francją, a Sluiter poddał pierwszy mecz Arnaudowi Clémentowi przez kontuzję.
W rankingu singlowym Sluiter najwyżej był na 46. miejscu (24 lutego 2003), a w klasyfikacji deblowej na 97. pozycji (8 września 2003).

### Finały w turniejach ATP World Tour
| Nazwa                         |
| ----------------------------- |
| Wielki Szlem                  |
| Igrzyska olimpijskie          |
| Tennis Masters Cup            |
| ATP Masters Series            |
| ATP International Series Gold |
| ATP International Series      |

#### Gra pojedyncza (0–4)
| Końcowy wynik | Nr | Data            | Turniej          | Nawierzchnia  | Przeciwnik        | Wynik finału             |
| ------------- | -- | --------------- | ---------------- | ------------- | ----------------- | ------------------------ |
| Finalista     | 1. | 23 lipca 2000   | Amsterdam        | Ceglana       | Magnus Gustafsson | 7:6(4), 3:6, 6:7(5), 1:6 |
| Finalista     | 2. | 23 lutego 2003  | Rotterdam        | Twarda (hala) | Maks Mirny        | 6:7(3), 4:6              |
| Finalista     | 3. | 20 lipca 2003   | Amersfoort       | Ceglana       | Nicolás Massú     | 4:6, 6:7(3), 2:6         |
| Finalista     | 4. | 21 czerwca 2009 | ’s-Hertogenbosch | Trawiasta     | Benjamin Becker   | 5:7, 3:6                 |

#### Gra podwójna (0–2)
| Końcowy wynik | Nr | Data             | Turniej      | Nawierzchnia | Partner        | Przeciwnicy                 | Wynik finału  |
| ------------- | -- | ---------------- | ------------ | ------------ | -------------- | --------------------------- | ------------- |
| Finalista     | 1. | 15 września 2002 | Taszkent     | Twarda       | Martin Verkerk | David Adams Robbie Koenig   | 2:6, 5:7      |
| Finalista     | 2. | 9 marca 2003     | Delray Beach | Twarda       | Martin Verkerk | Leander Paes Nenad Zimonjić | 5:7, 6:3, 5:7 |